# Makaroni
Makaroni su vrsta tjestenine izdužena oblika.Glavna razlika između makarona i špageta je da su makaroni šuplji i obično kraći.
Pripremaju se u kipućoj i posoljenoj vodi, a vrijeme kuhanja ovisno je o vrsti, obično od 5 do 10 minuta.